# Storegöl (Ödestugu socken, Småland)
Storegöl är en sjö i Jönköpings kommun i Småland och ingår i Lagans huvudavrinningsområde. Sjön är 8,8 meter djup, har en yta på 0,0864 kvadratkilometer och befinner sig 234 meter över havet.

## Delavrinningsområde
Storegöl ingår i det delavrinningsområde (638225-141019) som SMHI kallar för Mynnar i Hokasjön. Medelhöjden är 245 meter över havet och ytan är 10,56 kvadratkilometer. Det finns ett delavrinningsområde uppströms, och räknas det in blir den ackumulerade arean 40,43 kvadratkilometer. Hästgångsån som avvattnar avrinningsområdet har biflödesordning 3, vilket innebär att vattnet flödar genom totalt 3 vattendrag innan det når havet efter 220 kilometer. Delavrinningsområdet består mestadels av skog (84 %). Avrinningsområdet har 0,7 kvadratkilometer vattenytor vilket ger avrinningsområdet en sjöprocent på 6,6 %.